# Capacitate de autoepurare
Prin capacitate de autoepurare se înțelege proprietatea factorilor de mediu – apă, aer, sol – care au suferit o poluare, de a-și redobândi total sau parțial starea de puritate inițială, prin procese fizice, chimice și biologice, fără intervenția omului. Arhivat în 8 aprilie 2016, la Wayback Machine.
În cazul apelor, autoepurarea reprezintă totalitatea proceselor naturale hidrodinamice, chimice, biochimice, ce au loc în apele naturale poluate și joacă rolul de îmbunătățire a calității apei până la particularitățile și proprietățile unei ape naturale nepoluate. Ca urmare a amestecării apelor reziduale deversate în mediul înconjurător cu cele naturale se micșorează concentrația poluanților, sub acțiunea agenților chimici (oxidanților, reducătorilor), a microorganismelor (oxidarea biochimică) și a proceselor fotochimice are loc descompunerea substanțelor organice și anorganice. [nefuncțională]

Poluarea termică a apei se datorează centralelor electrice construite în apropierea apelor, și a deversării apelor industriale calde. Ridicarea temperaturii apei aduce daune intolerabile florei și faunei acvatice, scade conținutul de oxigen dizolvat și, implicit, scade capacitatea apei de autoepurare.  Arhivat în 4 ianuarie 2007, la Wayback Machine.
Datorită contaminării și poluării solului se depreciază calitatea recoltelor și se micșorează sau se compromite producția agricolă, consecințele resimțindu-se în întregul lanț trofic sol-microorganisme-plante-animale-om. Când este contaminat cu deșeuri organice, sau insalubrizat, solul are o capacitate naturală de autoepurare, fiind considerat ca o stație biologică de epurare cu multiple trepte de tratare (separare mecanică, oxidare biologică, schimb de ioni, precipitare chimică, adsorpție, absorbție și asimilare de către plante și organisme vii), a cărei capacitate de prelucrare depinde de proprietățile solului și de condițiile climatice și, pentru a putea funcționa corespunzător, nu trebuie supraîncărcată cu produse reziduale ( Florea N., 2003).  Arhivat în 10 mai 2006, la Wayback Machine.